# Carex virescens
Espèce
Classification phylogénétique
Carex virescens est une espèce des plantes du genre Carex et de la famille des Cyperaceae.